# Johann Gottlob Harrer
Johann Gottlob Harrer, conosciuto anche come Gottlob Harrer (Görlitz, 8 maggio 1703 – Lipsia, 9 luglio 1755), è stato un compositore e Thomaskantor tedesco.

## Biografia
Johann Gottlob Harrer nacque a Görlitz l'8 maggio 1703 e frequentò il ginnasio di Görlitz. Dopo la morte del padre nel 1716, la famiglia si trasferì a Dresda nel 1719. Dal 1722 Harrer studiò medicina all'Università di Lipsia, ma presto si dedicò alla musica.
Intorno al 1730, Harrer divenne membro della Sächsische Staatskapelle Dresden. Dal 1733 lavorò nella cappella del conte imperiale Heinrich von Brühl. A questo periodo risalgono la maggior parte delle sue sinfonie (in gran parte conservate oggi a Lipsia), che sono tra le prime sinfonie in tre e quattro movimenti mai composte, alcune delle quali si caratterizzano per le citazioni di canzoni o di segnali da caccia suonati col corno. Viaggiò in Italia dal 1738 al 1741. Al suo ritorno, fu nominato Maestro di cappella dal conte Brühl. Alla morte di Johann Sebastian Bach nel 1750, Harrer, con il sostegno di Brühl, fu nominato suo successore come Thomaskantor di Lipsia.

## Opere
La maggior parte delle opere perdute è elencata nei cataloghi Breitkopf del 1761-1769.
Musica sacra in lingua latina (principalmente tra il 1731 e il 1750)
Tutte le composizioni sono per coro SATB e orchestra, salvo dove diversamente indicato
- Missa a cappella in Fa maggiore con orchestra colla parte
- Messa in Re maggiore, 1735
- Magnificat in Sol maggiore per doppio coro e orchestra
- Miserere in Do minore
- Domine ad adjuvandum (Salmo 70) in La maggiore con orchestra a tempo colla parte
- Domine ad adjuvandum (Salmo 70) in La minore
- Dixit Dominus (Salmo 110) in Fa maggiore
- Beatus Vir (Salmo 112) in Si bemolle maggiore
- 2 fughe Kyrie per coro SSATB con orchestra a tempo colla parte
- Kyrie in Do minore/Do maggiore e Sanctus in Fa maggiore

Oratori e Passioni
- Gioas re di Giuda, testo di Pietro Metastasio, 1753
- Tod Abels des Gerechten, testo di Metastasio, traduzione in tedesco di Harrer, 1753
- Ich weiss nicht, wo ich bin, oratorio della Passione, versione in tedesco del testo di Metastasio.
- Isacco, figura del Redentore, testo di Metastasio (traduzione tedesca come Genug, mein Sohn, genug, der grösste Theil der Nacht), perduto
- Ich will zum Myrrhen Berge gehn, oratorio dal Vangelo secondo Giovanni

Musica sacra in lingua tedesca (principalmente tra il 1749 e il 1755)
- Der Reiche starb und ward begraben, cantata, 1749, perduta
- Ciclo annuale di 48 cantate, perduto
- Mein Herz ist bereit, mottetto
- Gott ist mein Hort,  fuga, coro SSATB e orchestra a tempo colla parte, testo di C. F. Gellert
- Bellintes lebte noch in bester Jahresblüte, cantata profana per soprano e orchestra, perduta

Opere strumentali
- 27 sinfonie, 7 delle quali sono andate perdute
- Sinfonia in Re maggiore per due oboi, due corni, fagotto, due violini, viola e basso
- Sinfonia in Re maggiore per due corni, due violini, viola e basso
- 38 Partite per vari strumenti, perdute
- 1 partita
- 3 sonate per clavicembalo
- 51 duetti per due flauti dolci, perduti
- 2 concerti per clavicembalo, perduti
- 1 concerto per flauto, perduto
- 2 concerti per violino, perduti
- Catafalco in musica per due corni, verricello, clarinetto, tre oboi, fagotto, due violini, viola e basso, perduto
- 2 sonate per oboe, violino e basso, perdute
- 1 sonata per due oboi e fagotto, perduta
- 2 sonate per viola d'amore, violino e basso, perdute
- 2 sonate per viola d'amore e basso, perdute
- Quartetto per carillon, due violini e basso, perduto
- Quartetto per flauto, due violini e basso, perduto

Teoria musicale
- Specimen contrapuncti duplicis in octava etiam in decimam convertibilis et manentibus semper eisdem figuris a duobus, tribus et quatuor vocibus elaboratum a Gottlob Harrero